# Prime (fusée)
Pour les articles homonymes, voir Prime.
Prime est un micro-lanceur spatial anglais développé par la start-up Orbex à l'aide de fonds anglais et de l'Union européenne. Il est conçu pour placer en orbite des micro- et nano-satellites depuis une base de lancement située au Royaume-Uni. Sa charge utile est de 150 kg sur une orbite héliosynchrone de 500 km. Ce petit lanceur de 18 t fait appel pour sa structure au carbone et est propulsé par des moteurs développés en interne brûlant un mélange de propane et d'oxygène liquide. Le premier vol est planifié pour 2025.

## Historique
Le lanceur Prime est développé par la société Orbex, créée en 2015 pour développer un lanceur et une base de lancement pour ce dernier. En juin 2017, la société dévoile des plans initiaux à des investisseurs privés lors du Paris Air Show pour développer une fusée capable de livrer une charge utile initiale de 150 kg vers l'orbite terrestre basse. À long terme, Prime devait pouvoir augmenter sa charge utile à 220 kg pour l'orbite terrestre basse, l'orbite polaire et l'orbite héliosynchrone.
En novembre 2017, lors d'une conférence sur le commerce spatial se déroulant à la Royal Aeronautical Society, plus de détails sont révélés concernant les caractéristiques de la fusée, dont la présence de 6 moteurs-fusées pour le premier étage et l'utilisation de matériaux composites pour construire le lanceur. La charge utile prévue en orbite polaire est revue à 165 kg, sans toutefois de précisions sur la charge utile pour d'autres orbites.
En juillet 2018, Orbex a obtenu 30 millions de livres sterling (39,6 millions de dollars) de financement public et privé pour le développement de sa fusée orbitale, nommé Prime. Le vol inaugural de la fusée était prévu pour 2021. Lors du Farnborough International Airshow en juillet 2024, le PDG de l'entreprise Phil Chambers a annoncé viser une date de lancement inaugural pour 2025, en précisant vouloir éviter un lancement en hiver à cause des conditions météorologiques défavorables.

## Caractéristiques techniques
Prime est un micro-lanceur non réutilisable à décollage vertical. Haut de 19 m pour un diamètre de 1,3 m, il comporte deux étages et sa masse au décollage est de 18 t. Le premier étage est propulsé par six moteurs-fusées à ergols liquides brûlant un mélange de propane et d'oxygène liquide mis sous pression par une turbopompe. L'un des avantages cités par la compagnie de l'utilisation du propane est qu'il reste liquide à des températures cryogéniques, ce qui permet de concevoir un réservoir central de propane en fibre de carbone entouré d'un réservoir extérieur d'oxygène liquide, créant ainsi une masse structurelle légère. Le contrôle d'orientation est réalisé en inclinant les moteurs à l'aide de vérins. Le deuxième étage est propulsé par un unique moteur-fusée alimenté par des ergols stockés sous pression. L'orientation est prise en charge par deux systèmes : l'orientation du moteur et des moteurs de contrôle d'attitude. Le premier étage de la fusée devrait être récupérable et réutilisable.

## Performances
Le lanceur peut placer une charge utile de 150 kg sur une orbite héliosynchrone de 500 km.

## Base de lancement
Il est prévu que le lanceur Prime décolle depuis la base de lancement de Sutherland situé dans le Sutherland dans l'extrême nord de l’Écosse. La base doit être inaugurée en 2025. En date de février 2022, Orbex a officiellement fait une demande à la Civil Aviation Authority du Royaume-Uni pour une licence de vols commerciaux à partir de Sutherland.

## Comparaison avec les autres lanceurs légers européens en cours de développement
| Lanceur                                         | Prime                                     | RFA One                    | Spectrum                  | Skyrora XL                      | SL1                         | Miura 5                    | Zéphyr                     |
| ----------------------------------------------- | ----------------------------------------- | -------------------------- | ------------------------- | ------------------------------- | --------------------------- | -------------------------- | -------------------------- |
| Constructeur                                    | Orbex                                     | RFA                        | Isar Aerospace            | Skyrora                         | HyImpulse                   | PLD Space                  | Latitude                   |
| Dimensions Hauteur x diamètre                   | 19 x 1,3 m                                | 30 x 2 m                   | 27 x 2 m                  | 22,7 x 2,2 m                    | 27 x 2,2 m                  | 34 x 1,8 m                 | 15 x 1,2 m                 |
| Étages                                          | 2                                         | 3                          | 2                         | 3                               | 3                           | 2                          | 2                          |
| Masse                                           | 18 t                                      |                            |                           | 55,8 t                          | 48 t                        |                            |                            |
| Propulsion (1er étage) Poussée unitaire         | 6 ? ? kN                                  | 9 x Helix 100 kN           | 9 Aquila 75 kN            | 9 Skyforce 80 kN                | 8 x 75 kN                   | 5 Terrel-C 105 kN          | 6 Navier ? kN              |
| Ergols                                          | propane x oxygène liquide                 | kérosène x oxygène liquide | propane x oxygène liquide | kérosène x peroxyde d'hydrogène | oxygène liquide x paraffine | kérosène x oxygène liquide | kérosène x oxygène liquide |
| Charge utile Orbite héliosynchrone Orbite basse | 150 kg (500 km)                           | 1 200 kg (700 km)          | 1 000 kg (700 km)         | 315 kg (500 km)                 | 400 kg (500 km) 500 kg      | 300 kg (? km)              | 70 kg (600 km)             |
| Autre caractéristique                           | Structure allégée de 30 % /ratio standard | Moteur à combustion étagée |                           |                                 | Propulsion hybride          | 1er étage récupérable      |                            |
| Base de lancement principale                    | Sutherland                                | SaxaVord                   | Andoya                    | Kourou                          | Kourou                      | SaxaVord                   | SaxaVord                   |
| Premier vol (prévision)                         | 2025                                      | 2023                       | 2023                      | 2023                            | 2023                        | 2024                       | 2025                       |

## Historique de lancements
| Vol n° | Nom                                                                        | Date | Pas de tir | Charge utile                                                     | Orbite                | Résultat |
| ------ | -------------------------------------------------------------------------- | ---- | ---------- | ---------------------------------------------------------------- | --------------------- | -------- |
| 1      |                                                                            | 2023 | Sutherland | 1 charge utile expérimentale ( Surrey Satellite Technology Ltd.) | Orbite héliosynchrone | Prévu    |
| 1      | Premier lancement de la fusée Prime et premier lancement depuis Sutherland |      |            |                                                                  |                       |          |
| 2      |                                                                            | 2023 | Sutherland | Faraday 2b ( In-Space Missions Limited)                          | Orbite héliosynchrone | Prévu    |
| 2      | Vaisseau spatial de 80 kg transportant 45 kg de charges utiles             |      |            |                                                                  |                       |          |
| 3      |                                                                            | 2023 | Sutherland | 8 à 20 CubeSats et microsatellites ( TriSept Corp.)              | Orbite héliosynchrone | Prévu    |
| 3      |                                                                            |      |            |                                                                  |                       |          |